# Schlauchkupplung

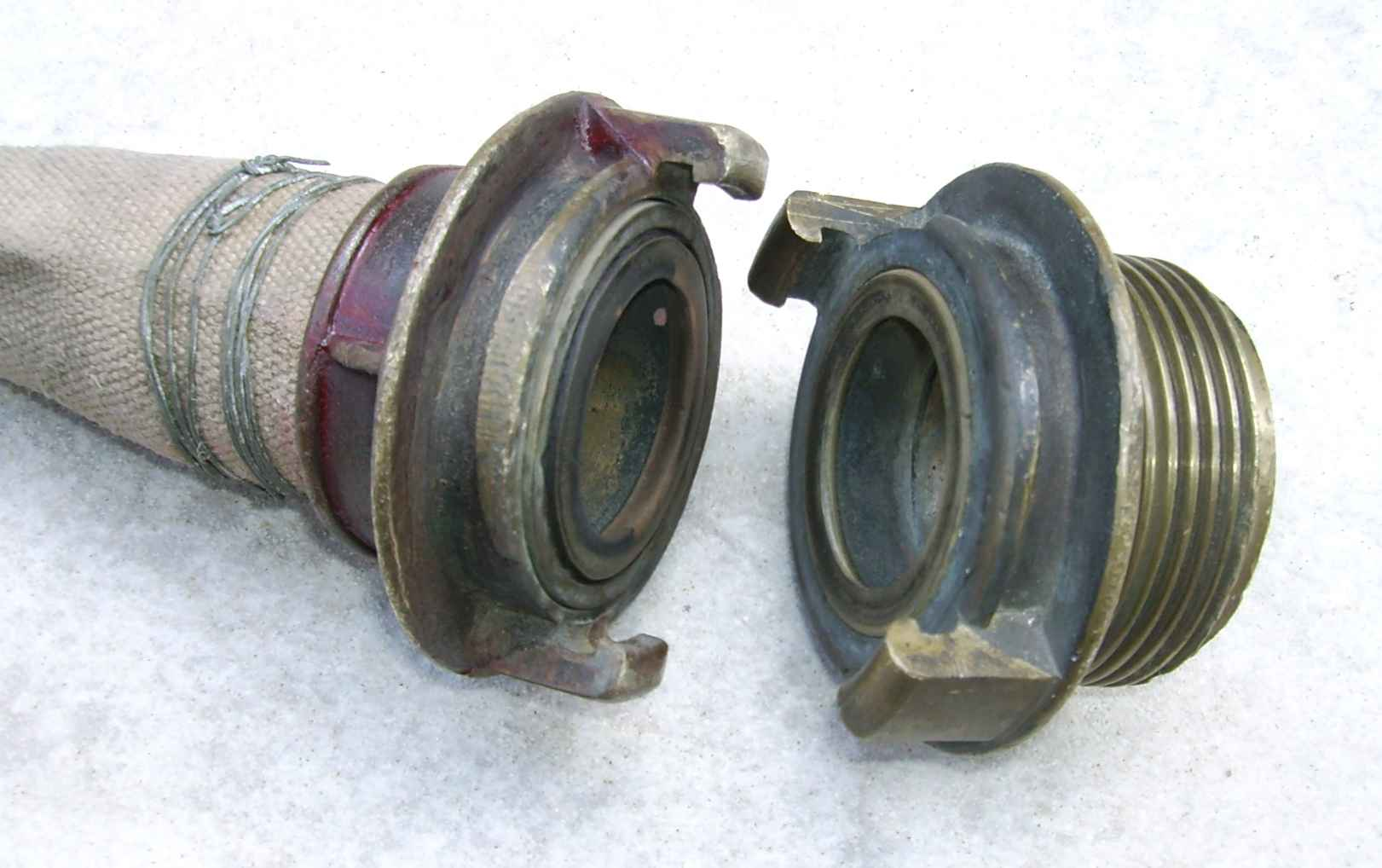
Schlauchkupplung

Schlauchkupplungen (auch Schnellkupplung, Monokupplung, Multikupplung) werden benötigt, um Maschinen oder Anlagen mit gasförmigen und flüssigen Medien sowie mit Strom zu versorgen. Zur flexiblen und damit wirtschaftlichen Nutzung sind viele Leitungen nicht fest miteinander verbunden, sondern durch Schnellkupplungen trennbar gestaltet. Sie ermöglichen ein rationelles und zuverlässiges Anschließen und Auswechseln von Systemen, Aggregaten, Geräten etc.
Die Bauform ist abhängig vom Verwendungszweck, dem im Schlauch geförderten Medium (Luft, Gase, Wasser, Öl, Säure etc.) sowie von den im Schlauch herrschenden Druckverhältnissen (Vakuum oder Überdruck).
Kupplungssysteme wie die Perrot-Kupplung werden auch zur Verbindung mobiler Rohrleitungen verwendet, etwa Schnellkupplungsrohren.
Intelligente Schlauchkupplungen enthalten elektronische Bauteile, die zur Erfassung der Kupplungspaarung im Rahmen der Prozesssteuerung dienen.
Zum Schließen und Lösen von einigen Schlauchkupplungen werden spezielle Kupplungsschlüssel verwendet.

## Bauarten der Schnellkupplung

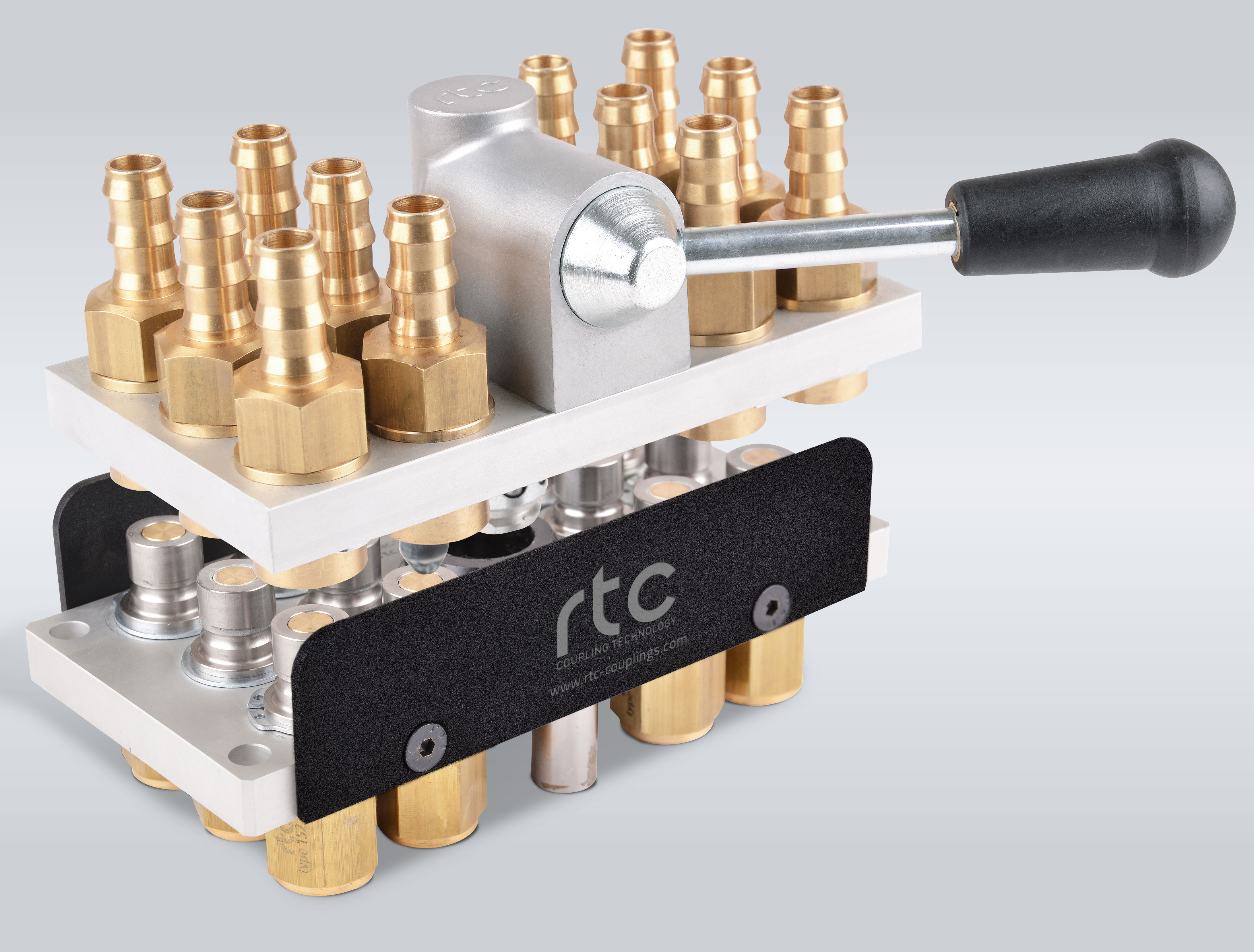
Eine Multikupplung mit Betätigungshilfe (Hebel).

Man unterscheidet nach Einfach-(Mono-) und Mehrfach-(Multi-) Schnellkupplung.

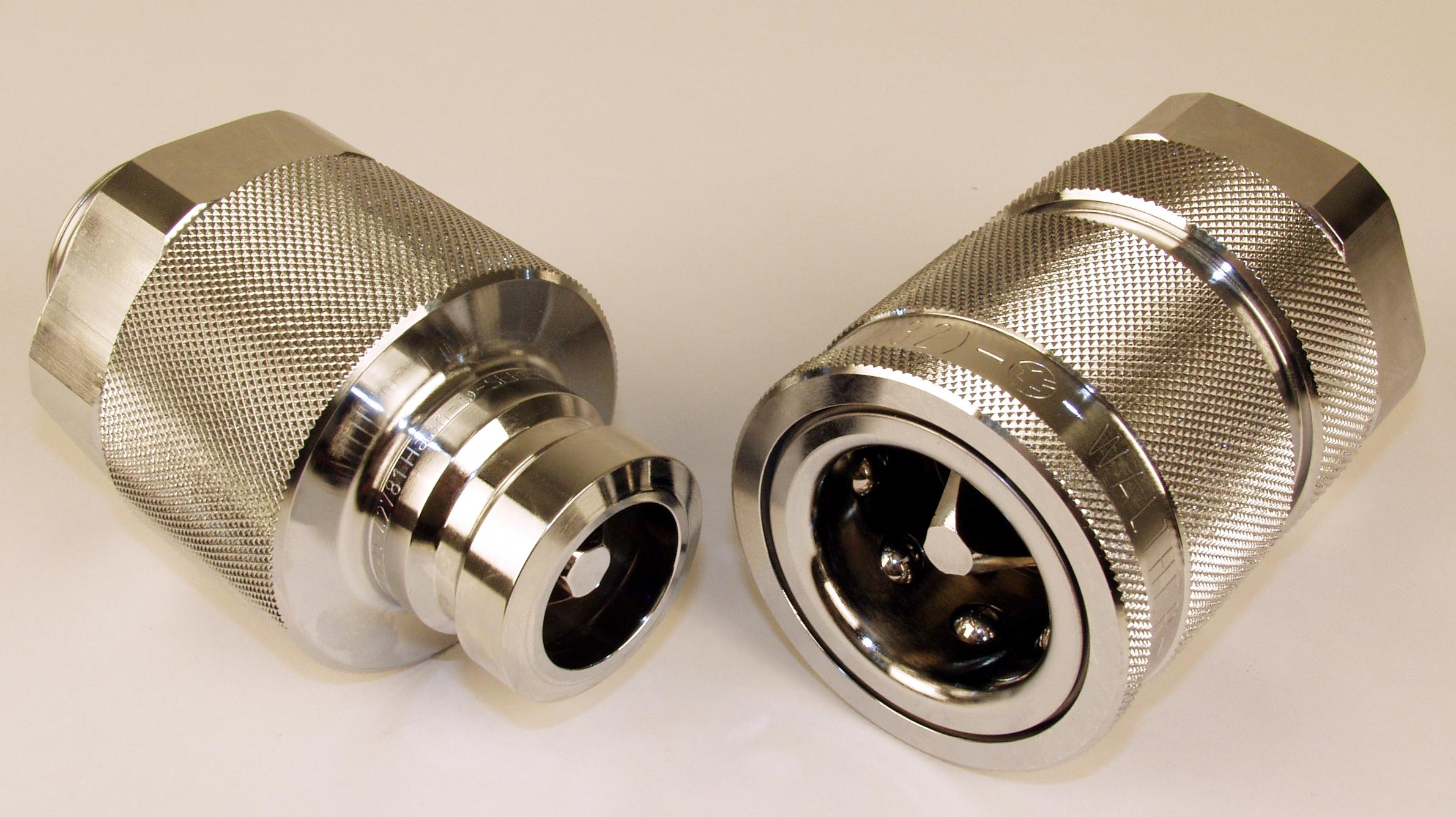
Mono-Schnellverschlusskupplung für die Industrie

Monokupplung

Monokupplungen sind Einfachkupplungen, das heißt, dass nur eine Leitung verbunden wird. Die Monokupplung besteht aus zwei Bauteilen, der Kupplung und dem Nippel.
Durchgangskupplung
Durchgangskupplung und (Steck-)Nippel mit freiem Durchgang, beide Bauteile besitzen kein Ventil.
Verschlusskupplung
Verschlusskupplung und Verschlussnippel: Beide Bauteile besitzen sogenannte Spitz- oder Ringkolbenventile.
Clean-Break-Kupplung
Clean-Break-Kupplung und Clean-Break-Nippel: Beide Bauteile besitzen sogenannte Trocken- bzw. leckarme Ventile.
Multikupplung

Mit Multikupplungen lassen sich mehrere Leitungen gleichzeitig kuppeln. Multikupplungen werden insbesondere in kostenintensiven Anlagen und Maschinen eingesetzt, also dort, wo kurze Rüstzeiten und die Unverwechselbarkeit von Leitungen besonders wichtig sind.
Handbetätigte Multikupplung
Die handbetätigte Multikupplung besteht in der Regel aus zwei Trägerplatten, welche die Einbauelemente (Pneumatik- bzw. Hydraulikkupplungen und/oder Elektrokontakte) aufnehmen. Das Kuppeln bzw. Entkuppeln der Trägerplatten erfolgt von Hand.
Hilfskraftbetätigtes Dockingsystem
Dockingsysteme sind automatisch betätigte Multikupplungen. Dockingsysteme können hydraulisch, pneumatisch oder elektrisch betrieben werden.
Werkzeugschnellwechselsystem für Roboter
Werkzeugschnellwechselsysteme für Industrieroboter sind spezielle Dockingsysteme zum genauen und sicheren Werkzeugwechsel (Schweißzangen, Greifern etc.) und bestehen aus einer roboterseitigen Multikupplungshälfte, in der Regel mehreren werkzeugseitigen Multikupplungshälften und den dazu passenden Werkzeugablagen.

## Einsatzbeispiele
Neben den zuvor verwendeten Begriffen (Mono- und Multikupplung) findet man auch vom Einsatzgebiet her abgeleitete Begriffe.

### Pneumatikkupplung
Pneumatikkupplungen sind Kupplungen für Luftdruckschläuche in der Pneumatik. Dabei kommt es darauf an ob die Schläuche für eine dauernde Verbindung gedacht sind oder oft verbunden und wieder geöffnet werden. Dabei ist oft ein Teil als Rückschlagventil ausgeführt und verschließt beim Entkuppeln den Schlauch.
Zu dem Bereich der Pneumatikkupplungen gehören auch Druckluft-Sicherheitskupplungen. Sie verhindern durch ihre einmalige Restdrucksteuerung den gefährlichen Peitscheneffekt beim Entkuppeln von Druckluftschläuchen absolut zuverlässig. Die vollständige Entriegelung ist erst möglich, wenn der nippelseitige Druck eine sicherheitsrelevante Schaltschwelle unterschritten hat.

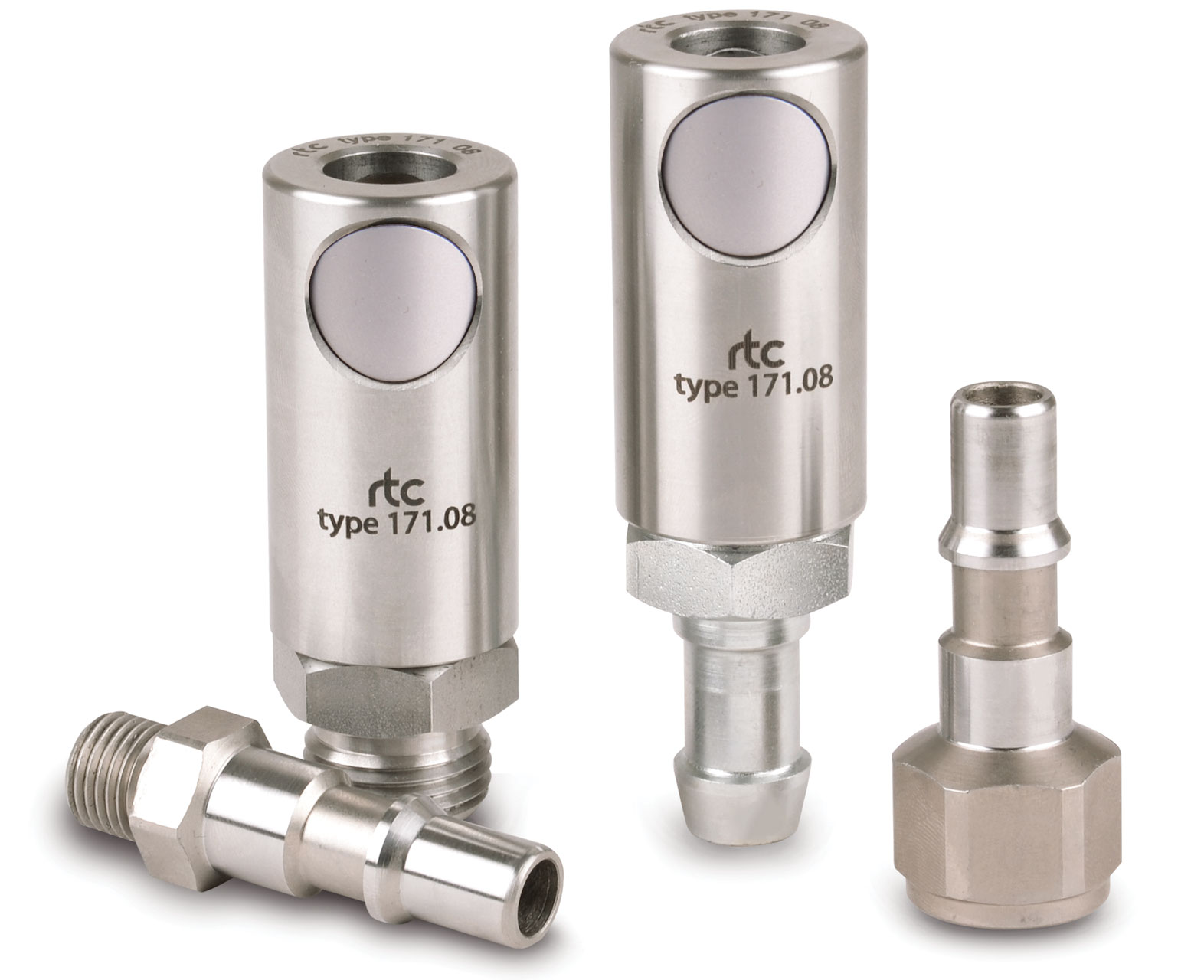
Pneumatikkupplung mit 2-Stufen-Sicherheitsentriegelung, gemäß ISO 4414 EN983

Pneumatikkupplungen oder Druckluftkupplungen müssen so ausgewählt werden, dass sie, wenn sie gekuppelt oder entkuppelt werden das Kupplungsteil nicht durch den Druck gefährlich wegschleudern (ISO 4414).

### Hydraulikkupplung

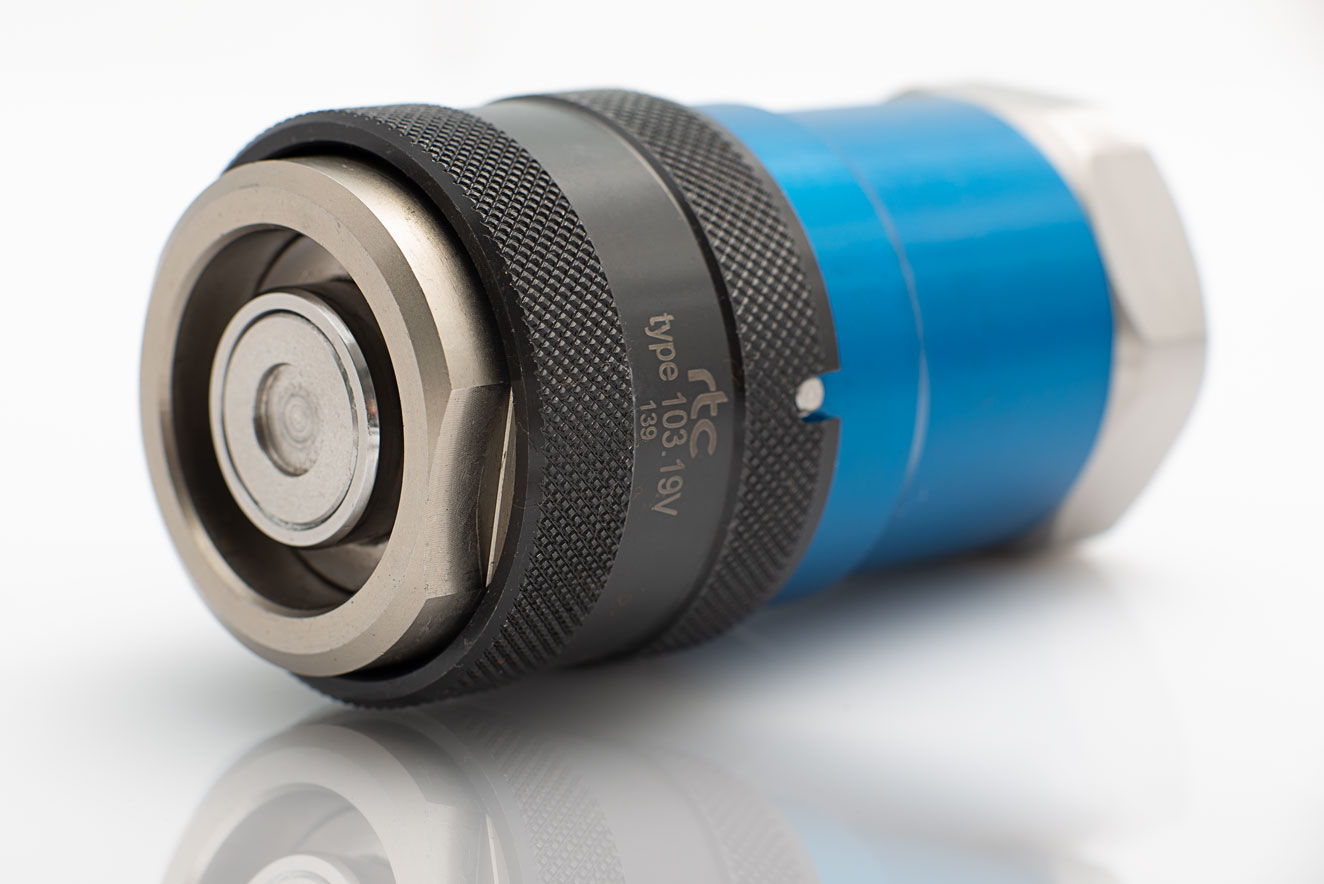
Hydraulikkupplung mit flachabdichtendem Ventil für leckarme Unterbrechung von hydraulischen Kreisläufen.

Hydraulikkupplungen sind für hydraulische Geräte, zum schnellen Wechsel von Werkzeugen z. B. beim Bagger wechseln von Greifer auf Schaufel. Man unterscheidet grundsätzlich in Schraubkupplung und Steckkupplungen.
Auch bei der Feuerwehr gibt es für den hydraulischen Rettungssatz solche Kupplungen. Diese müssen im Normalfall wesentlich höhere Drücke aushalten (bis zu 1000 bar)

### Schlauchkupplung für Gase
Gas-Schlauchkupplungen werden in der Industrie und im Handwerk eingesetzt. Mit Gas-Schlauchkupplungen (Einhand-Schnellkupplungen) lassen sich schnell und ohne Werkzeug Arbeitsgeräte anschließen oder Schlauchleitungen verlängern. Die Gas-Schlauchkupplungen werden für viele technische Gase (Brenngase) wie Acetylen, Wasserstoff, Ethen, Erdgas, Propan, Butan sowie Sauerstoff und Druckluft angeboten. Gas-Schlauchkupplungen werden nach Norm EN 561 hergestellt und sind für unterschiedliche Gasarten (Brenngas, Sauerstoff oder nicht brennbare Gase) codiert. Für die Kupplungen gibt es die jeweils passenden Kupplungsstifte nach Norm aus Edelstahl.

### Schlauchkupplung für Wasser

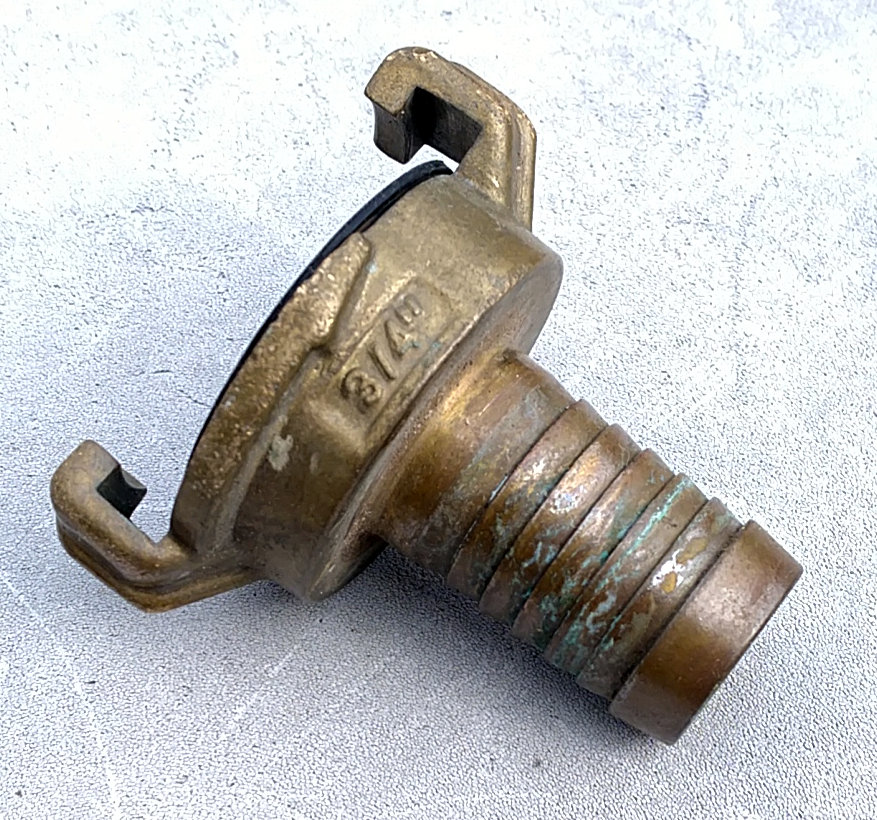
Hermaphrodite GEKA-plus Schlauchkupplung

Wasser-Schlauchkupplungen finden in der Industrie, im Garten- und Landschaftsbau sowie im Heimbereich Verwendung. Zum einfachen Kuppeln oder Verlängern von flexiblen Schlauchleitungen, wie Gartenschläuche, Industrieschläuche oder Saug- und Druckschläuche; oder zur Anbindung von flexiblen Schlauchleitungen an starre Rohrleitungen. Während im professionellen Bereich vorwiegend Klauenkupplungen verwendet werden, beispielsweise GEKA-plus Schnellkupplungen, sind das im Heimbereich vorwiegend Steckkupplungen, beispielsweise von Gardena.
Eine Sonderform von Schlauchkupplungen stellen die im Brandschutz verwendeten Kupplungen für wasserführende Armaturen im Bereich Wasserentnahme und Wasserfortleitung dar. So wird heute europaweit hauptsächlich die als Bajonettverschluss ausgeführte und nach dem Erfinder benannte Storz-Kupplung verwendet.

### Chemiekupplung
Aus Sicherheits-, Funktions- oder Umweltschutzgründen kann es sein, dass Clean-Break-Kupplungen eingesetzt werden müssen.
Sie besitzen stirnseitig plane Ventile, sogenannte leckarme Ventile bzw. Trockenventile. Die Ventile sind bei diesen Schnellverschlusskupplungen nach dem Prinzip der Volumenverdrängung aufgebaut, wodurch ein Kuppeln fast ohne Lufteinschluss und ein Entkuppeln fast ohne Medienverlust möglich ist.

### Kupplungen für den Hausgebrauch

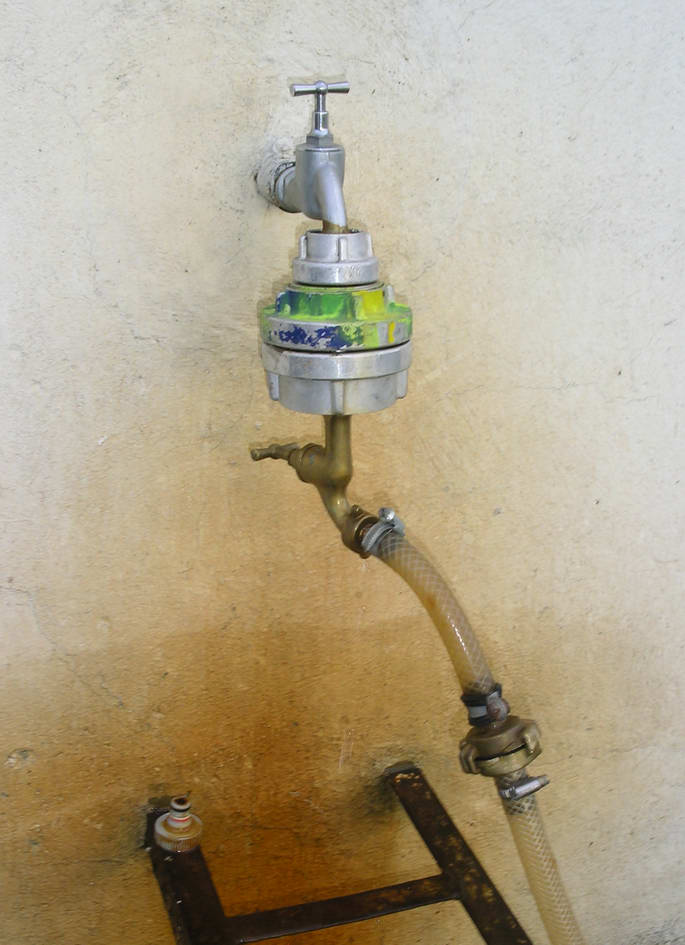
Diverse Schlauchkupplungen

Auch bei den Gartenschläuchen haben sich verschiedene Systeme verbreitet. Das einfachste ist die Kupplung zum Verschrauben. Weit verbreitet hat sich aber auch die Steckkupplung von Gardena, zu der zahlreiche Hersteller kompatible Produkte anbieten.

### Verladekupplung
Verladekupplungen werden vor allem in der chemischen Industrie zur Verladung gefährlicher und umweltschädlicher Stoffen eingesetzt. Sie sind in der Regel mit einem Nottrennsystem ausgestattet. Dank flexibler, beweglicher Trennstellen innerhalb der Rohrleitung ist ein gefahrenloses Verladen etwa in Waggons oder Schiffe auch dann möglich, wenn sich die Transportelemente bewegen.

### Kupplungen im Hochwasserschutz

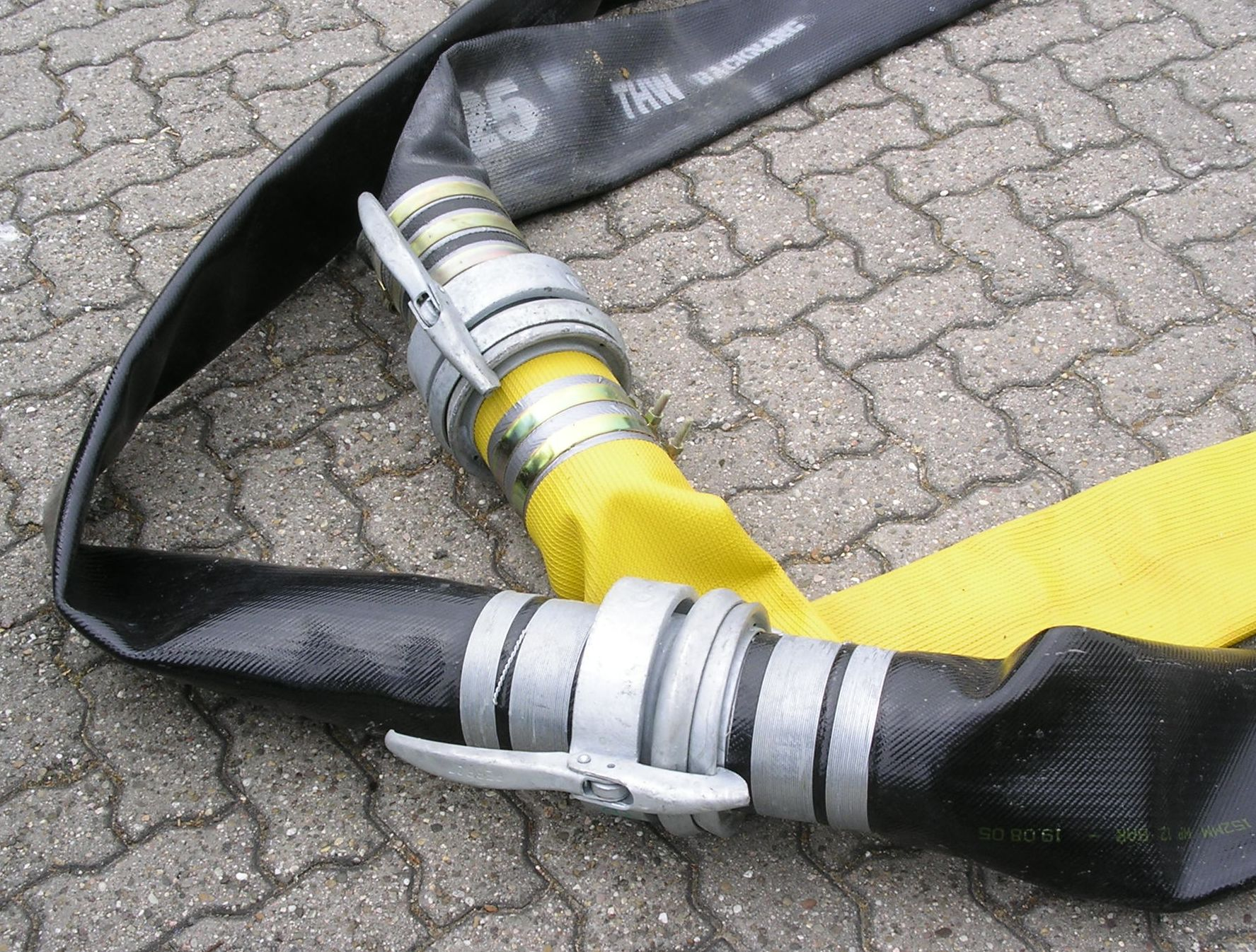
Perrot-Kupplung an F-Schlauch

Im Hochwasserschutz werden bei kleinen Pumpen oft gleiche Kupplungen wie im Brandschutz verwendet. Bei hohen Pumpleistungen werden oft nicht seitengleiche Kupplungssysteme wie Perrot-Kupplungen verwendet.